# Astrocit
Astrociti (grško astron - zvezda + kytos - celica) so ena od vrst celic nevroglije, ki so zvezdaste oblike. Pri sesalcih gradijo večino makroglije v osrednjem živčevju. Gre za razvejane celice, katerih podaljški tvorijo razmejitev možgan od možganske žilnice ter obdajajo možganske žile. Ob možganskih žilah sotvorijo krvno-možgansko pregrado.

## Razdelitev
Poznamo dve vrsti astrocitov:
- Protoplazemski astrociti imajo krajše izrastke in prevladujejo v sivi možganovini.
- Vlaknati (fibrilarni) astrociti imajo dolge izrastke z mnogimi mikrofilamenti in prevlagujejo v beli možganovini.

## Funkcije
- Astrociti pomembno sodelujejo pri uravnavanju tekočin v možganih ter skrbijo za ravnovesje kalija. Astrociti privzemajo kalijeve ione. S presledkovnimi stiki se astrociti med seboj povezujejo in na ta način je omogočen prehod ionov iz enega astrocita v drugega.
- Astrociti so v neposredni interakciji z možganskimi celicami. V astrocite prehajajo različni živčni prenašalci, ki se poprej sprostijo iz živčnih končičev (glutamat, GABA, glicin ...) ter se v astrocitovi citoplazmi in mitohondrijih modificirajo. Produkti omenjenih živčnih prenašalcev nato zopet prehajajo v nevrone, kjer so zopet na voljo za sprostitev v sinapso. Na ta način se vzdržuje zlasti nizka koncentracija glutamata v sinapsah, saj v večjih količinah deluje citotoksično.
- Obdajajo možganske žile in ohranjajo ter inducirajo intaktnost krvno-možganske pregrade.